# Острови Деларова
Острови Деларова (англ. Delarof Islands, алеут. Naahmiĝun tanangis) — група невеликих безлюдних островів у західній частині Андреанівських островів у складі Алеутських островів. Острови отримали свою назву у 1836 році від Федора Павловича Літке, який назвав їх на честь грецького моряка Євстратія Івановича Деларова.

## Географія
Від основної частини Андреянівських островів острови Деларова відділені на сході протокою Танага, а від островів Амчітка та Семисопочний на заході — протокою Амчитка. Групу складають 11 островів Амагтігнак, Горілий, Ilak, Kavalga (Qavalĝa), Ogliuga (Aglaga), Skagul (Sxaĝulax̂), Tags (Tagachaluĝis), Tanadak (Tanaadax̂), Ugidak (Qagan-tanax̂), Ulak, и Unalga (Unalĝa).